# Онищенко Григорій
Гри́горій Они́щенко (17 листопада 1894, Хрипівка Чернігівська губернія, нині Городнянський район, Чернігівська область — 1960) — підстаршина армії УНР. Кавалер хреста Відродження (1978, посмертно).

## Життєпис
Народився 17 листопада 1894 рокеу у селі Хрипівка на Чернігівщині. Навчався у Городнянській чоловічій гімназії (нині — допоміжна школа-інтернат) У 1918 році вступив до українського війська. 
Брав участь в боях за Чернігів, де отримав поранення та потрапив у полон до більшовиків. По виході з полону приєднався до бригади полковника Шепаровича.
По завершені збройної боротьби інтернований у польських таборах.
Вступив до УГА у Подєбрадах. Переїхав у США, де закінчив Блумфельдську семінарію, ставши євангелістським проповідником.
У січні 1978 році посмертно нагороджений хрестом Відродження (порядковий № 249). 